# Neacomys musseri
Neacomys musseri är en gnagare i släktet borstrisråttor som förekommer i västra Sydamerika.
Vuxna exemplar är 65 till 67 mm långa (huvud och bål), har en 68 till 90 mm lång svans och väger 11 till 17 g. De har 22 till 23 mm långa bakfötter och 13 till 15 mm stora öron. På svansen är fjällen delvis synliga på grund av de korta håren som täcker de. Svansen har en brun ovansida och en ljusbrun undersida. Avvikande detaljer i kraniets konstruktion skiljer arten från andra släktmedlemmar.
Utbredningsområdet sträcker sig längs floden Juruá i Peru öster om Anderna och i angränsande landskap av nordvästra Brasilien. Neacomys musseri lever i tropiska och fuktiga bergsskogar. Under den torra perioden i juli dokumenterades endast vuxna exemplar och de visade inga fortplantningstecken. En hona som undersöktes under regntiden var dräktig med två ungar. Antagligen skedde födelsen kort efteråt.
Arten har en diploid kromosomuppsättning med 34 kromosomer (2n=34) vad som skiljer den från Neacomys minutus och Neacomys spinosus. I samma region lever även Neacomys spinosus.
För beståndet är inga hot kända. Hela populationen anses vara stabil. IUCN listar arten som livskraftig (LC).